# Wojna saudyjsko-jemeńska
Wojna saudyjsko-jemeńska – konflikt zbrojny toczący się w 1934 pomiędzy Arabią Saudyjską a Królestwem Jemenu.

## Tło konfliktu
Abd al-Aziz ibn Su’ud (założyciel Arabii Saudyjskiej) został mianowany władcą Nadżdu, a w 1925  narzucił Królestwu Hidżazu unię z Sułtanatem Nadżdu. W taki sposób w 1926 powstało Królestwo Nadżdu i Hidżazu. Większość granic nie zostało jednak wyznaczonych podczas traktatu. W 1932 Królestwo Nadżdu i Hidżazu zostało przemianowane w Królestwo Arabii Saudyjskiej.

## Konflikt
Wojna rozpoczęła się, gdy Arabia Saudyjska zaczęła powiększać swoje terytorium kosztem obszarów kontrolowanych przez Królestwo Jemenu, należących do Wielkiego Jemenu (Asir i Nadżran). Wojnę wywołał emir al-Idrissi, który odwołał swoją wcześniejszą deklarację wierności ibn Su’udowi i uciekł do Jemenu, by dołączyć tam do imama Jahji. Delegacja pokojowa wysłana przez króla Arabii Saudyjskiej została uwięziona przez imama. Członkiem delegacji był także syn ibn Su’uda. Wtedy Jahja wypowiedział słynne zdanie: Kto jest Beduinem, który stawia wyzwanie dziewięćsetletnim rządom mojej rodziny? Jemen zaatakował wówczas Arabię Saudyjską i przejął Nadżran.
Na wieść o tym wydarzeniu ibn Su’ud wsparty przez Brytyjczyków wysłał wojsko wyposażone w nowoczesne karabiny oraz pojazdy i szybko zdobył wybrzeże, grożąc okupacją przez Royal Navy portu w Al-Hudajdzie i bombardowaniem Sany.

## Następstwa
Wojna oficjalnie zakończyła się 20 maja 1934 roku wraz z podpisaniem traktatu z Taif między ibn Su’udem a Imamem Jahja. Arabia Saudyjska miała otrzymać krainy Asir i Nadżran.